# Csanádi közúti Maros-híd
A csanádi közúti Maros-híd egykori és újjáépíteni tervezett közúti híd a Maros folyón Magyarország és Románia határán Magyarcsanád és Nagycsanád (Cenad) között.

## Fekvése
A Maros határfolyó felett ívelt át. Magyarországon Csongrád-Csanád vármegyében, a Makói járásában, Romániában Temes megyében helyezkedett el.

## Története

### A korábbi híd (1894–1940)
A Maroson 1894-ban épült meg egy közúti híd. Ez volt Csongrád megye első vasbeton szerkezetű hídja, melyet Zielinski Szilárd tervezett.
A második világháború alatt semmisült meg: a háború alatt aláaknázták, de véletlenül, egy villámcsapás következtében robbant fel 1940-ben. Ennek emlékére 2010-ben emléktáblát avattak a magyarcsanádi hídfőnél.
Mivel a híd egyik oldala Magyarországhoz, a másik Romániához tartozott, nem építették újjá. Pillérei 2023-ban is jól láthatók a folyó medrében.

### Újjáépítési tervek
Magyar részről a 2010-es évek elején elkészültek a híd engedélyezési tervei, melyek megvalósításához a magyar kormány részfinanszírozással járult volna hozzá, de erre román részről nem volt fogadókészség. A híd Szent Gellért csanádi püspök nevét kapná. 2010-ben hídünnepséget rendeztek, amikor egy ideiglenes kompon egy nap alatt több ezren keltek át a Maroson. 2019-ben Magyarcsanádon lakossági fórumot tartottak a hídhoz vezető utak esetleges megépítéséről.
2021 őszén Alin Nica, a Temes megyei tanács elnöke, valamint Péter Tamás temesvári magyar tiszteletbeli konzul találkozóján merült fel újra a híd újjáépítése, melyet ekkor már a román fél szorgalmazott. 2023. márciusában a magyar–román közlekedésfejlesztési bizottság magyarcsanádi ülésének napirendjén is szerepelt a híd újjáépítése, melyről 2023. július 29-én Temesváron állapodott meg a romániai szállításügyi és gazdasági minisztérium, a CNAIR állami közútkezelő vállalat, a Temes megyei tanács és a magyarországi Határrendészet küldöttsége. A beruházás előkészítésére közös munkacsoport létrehozását határozták el. Ezt szeptember 1-jén miniszteri szinten is megerősítették Szijjártó Péter külügyminiszter és Sorin Grindeanu román közlekedési miniszter temesvári találkozóján. A két miniszter 2024-ben megállapodást írt alá több témában, melynek kapcsán arról tájékoztattak, hogy a híd újjáépítésére vonatkozó pályázatot már be is adták az Európai Unióhoz, és szeptemberre várják az eredményhirdetést. 2025 januárjában megkötötték a híd újjáépítésére vonatkozó szerződést.
A híd a Bánság délnyugati részét kötné össze a magyarországi M43-as autópályával. A Magyarcsanád és Nagycsanád közötti út a jelenlegi, Kiszomboron át vezető 40 km-ről 3,5 km-re csökkenne.

## Jellemzők
Az előzetes tervek szerint az új, 150 méter hosszú híd két forgalmi sávval, járdával és kerékpársávval rendelkezne. A hídhoz 3,2 km hosszan új nyomvonalú utat és kerékpárutat terveztek, a 4425-ös utat pedig 5,1 km-en főúttá fejlesztenék. 2011-es becslés szerint 6 milliárd, 2019-es becslés szerint akkor 15 milliárd forintba került volna a beruházás.
A tervezett új híd a régi híd helyén épülne fel.